# La Perera
la Perera és una masia al sud-oest d'Avià inclosa en l'Inventari del Patrimoni Arquitectònic de Catalunya.

## Arquitectura
Masia orientada cap a migdia d'estructura difícil de comprendre. És molt probable que respongués en origen a la tipologia clàssica de masia de tres crugies de planta regular, però amb el temps ha estat tan modificada que avui resulta confusa. Sobretot pel que fa al seu interior, completament transformat adaptant-lo a funcions de restaurant, que és l'ús actual.
A l'exterior, podem veure que els murs són de pedres unides amb morter i les cobertes a dues aigües amb teula àrab. Al cantó de ponent hi ha un assecador tancat amb una barana de fusta. Voltant tota l'era ens trobem tot de dependències annexes, de tipologia similar a la de la masia.

## Història
El porxo, avui desaparegut, era el més antic i fou la casa dels masovers. No fou fins més tard que els propietaris feren l'actual casa.
Des del segle xvi és documentada la Paraire o la Parera. La pubilla d'aquesta va contraure matrimoni amb l'hereu de Salvans de Biure, i s'establiren a la casa de l'últim, a Avià, casa coneguda com a Salvans. La mateixa família va construir, fora del nucli del poble, la caseta de Salvans.
Actualment la Parera és un restaurant.